# 自由探戈
〈自由探戈〉（Libertango）是探戈作曲家阿斯托尔·皮亚佐拉之作品，1974年於米兰录制并出版。曲名是合并了“Libertad”（西班牙语为“自由”）和“Tango”（即“探戈”）混成詞，象征着皮亚佐拉从古典探戈到新探戈的突破。

## 演出
1974年阿斯托爾 · 皮亞佐拉在米兰录制并出版了〈自由探戈〉，象徵著他從古典探戈到新探戈的突破 （录音详情见後文） 。
大提琴家马友友在他1997年的专辑《探戈之魂：阿斯托爾·皮亚佐拉的音乐》中演奏了〈自由探戈〉。
它由吉他手Al Di Meola演奏的版本，出现在他 2000 年的专辑The Grande Passion 中。
2002年〈自由探戈〉出现在澳大利亚/英国古典跨界弦乐四重奏邦德第二张专辑《 閃耀 》中。
2013年，〈自由探戈〉出现在吉他演奏家罗曼 · 米罗什尼琴科 的获奖专辑《超现实》中。
2017年，〈自由探戈〉出现在日本爵士钢琴家上原廣美 (Hiromi) 和哥伦比亚竖琴家 Edmar Castaneda 在蒙特婁录制的合作现场专辑中。

## 衍生作品
尽管〈自由探戈〉是作为器乐作品诞生的，但1990年乌拉圭诗人Horacio Ferrer以其名「自由」而添加了西班牙语歌词。
根據All Music Guide的表演資料库，该作品已出现在500多个獨立版本中。  葛麗絲 · 瓊斯的歌曲《I've Seen That Face Before (Libertango)》使用了相同的音乐，爵士曼陀林計畫的歌曲“叢林探戈”、 蓋伊 · 馬爾尚的歌曲“Moi je suis tango”和凱蒂 · 科瓦奇的歌曲 "Hívlak" 也是如此。
1997年，爱尔兰民间音乐家莎朗 · 香农为她的第三张专辑“每件小事”录制了葛麗絲 · 瓊斯《I've Seen That Face Before (Libertango)》 的翻唱。 2001年， 柯斯蒂 · 麥科爾的人声也出现在《The One and Only》中，这是她死后发行的合辑。 香农重新发行了这张唱片，作为她2005年合辑的主打歌。 
古巴裔美国歌手/作曲家Luisa Maria Güell為〈自由探戈〉創作了同名為題的歌词，并收錄在她2007年的专辑 《Una》 。〈自由探戈〉較現代版本的西班牙语歌词，係由阿根廷歌手、词曲家Lilí Gardés所作，她描述了城市生活的孤独。此版本经Edizione Cursi/Pagani SRL 批准，成為Zombitango秀的一部分。

## 影視作品
在网球王子动漫系列中，跡部景吾和真田弦一郎参加了这首歌的表演，後來他们用它来为双打比赛设定节奏。在同人圈中，这些角色被称为“探戈对”。
〈自由探戈〉是Volvo S60行政轿车塔罗牌广告中的背景音乐。 
羅曼 · 波兰斯基的电影《疯狂》（1988年）以及雅克·里维特（Jacques Rivette）的电影《北桥》（1981年）中都使用了〈自由探戈〉。

## 1974年演出

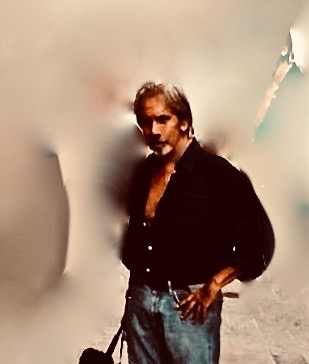
皮诺 · 普雷斯帝改編並演奏〈自由探戈〉的原始贝斯版本。

- 阿斯托爾 · 皮亞佐拉 - 班德琴 ，编曲，指挥
- Felice Da Viá - 钢琴，哈蒙德风琴 C3
- Gianni Zilioli - 哈蒙德风琴 C3，马林巴
- Giuseppe Prestipino (皮诺 · 普雷斯帝) - 低音吉他
- Tullio De Piscopo - 鼓，打击乐
- Filippo Daccò - 吉他和电吉他
- Andrea Poggi - 定音鼓、打击乐
- 弦樂部分：
  - 翁贝托·贝内代蒂·米开朗基利 - 第一小提琴
  - Elsa Parravicini - 第一中提琴
  - 保罗萨尔维 - 第一大提琴
- Marlaena Kessick - G 长笛
- 雨果·埃雷迪亚，詹尼·贝多里- C 长笛

制作人：奥尔多 · 帕加尼
1974 年 5 月在義大利米兰的 Mondial Sound Studio 录制音響工程師：托尼诺 · 保利略